# Nectria wilsoni
Nectria wilsoni is een zeester uit de familie Goniasteridae.
De wetenschappelijke naam van de soort werd in 1966 gepubliceerd door Shepherd & Hodgkin.